# سارا هیرینی
سارا هیرینی (انگلیسی: Sarah Hirini؛ زادهٔ ۹ دسامبر ۱۹۹۲) بازیکن راگبی ۱۵ نفره اهل نیوزیلند است.